# 劉玉香
劉 玉香（りゅう ぎょくか　Liu　Yuxiang 1975年11月11日 - ）は、中国・湖南省衡山県出身の女子柔道選手。現役時代は52kg級の選手だった。身長159cm。

## 人物
1999年の世界選手権では準決勝でキューバのレグナ・ベルデシアに注意で敗れると、3位決定戦でも北朝鮮のケー・スンヒに小内刈で敗れて5位にとどまった。翌年の2000年シドニーオリンピックでは準決勝で日本の楢崎教子に横四方固で敗れたが、3位決定戦ではオランダのデボラ・フラベンステインに横四方固めで勝利して銅メダルを獲得した。2001年の世界選手権では3回戦で日本の横澤由貴に大内刈で敗れたが、その後敗者復活戦を勝ち上がり3位となった。2004年アテネオリンピックには冼東妹に国内予選で敗れ、出場できなかった。

## 主な戦績
- 1996年 - 世界学生　3位(56kg級)
- 1999年 - アジア選手権　2位
- 1999年 - 世界選手権　5位
- 2000年 - フランス国際　優勝
- 2000年 - シドニーオリンピック　3位
- 2000年 - 福岡国際　3位(57kg級)
- 2001年 - 世界選手権　3位
- 2002年 - ワールドカップ団体戦　3位
- 2003年 - ドイツ国際　2位
- 2004年 - アジア選手権　優勝
- 2004年 - 韓国国際　3位